# Il trionfo di Clelia
Il trionfo di Clelia (en français : Le Triomphe de Clélie) est un dramma per musica de Pietro Metastasio écrit à l'occasion de l'accouchement de l'archiduchesse Isabelle. Il est créé au théâtre de la Cour à Vienne le 27 avril 1762 avec une musique de Johann Adolph Hasse. Le livret est par la suite repris par Christoph Willibald Gluck.  
Le livret s'inspire librement de l'Histoire romaine de Tite-Live (II, 13, 6) et reprend notamment l'épisode de la défense du Pont Sublicius par Horatius Coclès contre les armées étrusques. La jeune fille romaine Clelia, éprise d'Orazio (Horatius Coclès), est retenue en ôtage par les Etrusques du roi Porsenna. Pour échapper aux intrigues de Tarquinio, dernier fils du roi déchu Tarquin le Superbe, elle passe le Tibre. Conformément aux conventions de l'opera seria, le drame connaît une fin heureuse en exaltant aussi bien l'héroïsme des Romains Orazio et Clelia que le sage arbitrage de Porsenna.

## Version de Johann Adolph Hasse
L'opéra de Hasse est créé par Marianna Bianchi (Clelia), Gaetano Guadagni (Orazio), Giuseppe Tibaldi (Porsenna), Clementina Baglioni (Larissa), Carlo Nicolino (Tarquinio) et Antonia Giacomazzi (Mannio). L'opéra, très spectaculaire, semble avoir reçu un accueil favorable. L'ouverture se distingue par le recours alors très rare, dans son mouvement central, à deux cors anglais. L'orchestre comprend également, outre les cordes et la basse continue, trompettes, timbales, cors, hautbois, bassons et flûtes.  
Dès août 1762, l'opéra est représenté à Varsovie devant la Cour de l’Électeur de Saxe et roi de Pologne dans une version révisée par le compositeur. Cette nouvelle version accroît notamment le poids du rôle de Mannio, qui passe de un à trois airs lorsqu'il est réécrit pour le castrat Luca Fabri, l'un des chanteurs favoris de l’Électeur. Plus généralement, le remaniement de l'opéra s'accompagne de l'abandon par Hasse des éléments qui tendaient le plus nettement vers le classicisme au profit d'un retour au style galant favorisé par l'Électeur.   
L'opéra est par la suite repris à Naples en 1763.  

## Version de Christoph Willibald Gluck
Composé en 1762, Il trionfo di Clelia de Gluck fut joué pour la première fois lors de l'inauguration du Théâtre communal de Bologne le 14 mai 1763. Il ne fut plus jamais représenté avant 2001, quand il fut joué à Lugo. Gluck aurait préféré une autre œuvre de Métastase, notamment L'Olimpiade, mais les commanditaires préféraient une œuvre plus enjouée avec davantage d'effets spéciaux (combat d'Horace sur un pont ou la traversée du Tibre à cheval par le rôle-titre). L'œuvre ne convainquit pas le public, sauf quelques airs, et il y eut des reprises, uniquement à Bologne, avant l'abandon total. La découverte d'une copie de la partition en 1904, dans un monastère autrichien, passa inaperçue.